# Hamdan (huyện)
Huyện Hamdan là một huyện thuộc tỉnh San`a', Yemen. Đến thời điểm năm 2003, huyện này có dân số 85370 người